# Jardins Saint-Martin
Pour les articles ayant des titres homophones, voir Jardin (homonymie) et Saint-Martin.
Les jardins Saint-Martin (monégasque : Giardi̍n San Martin) sont un jardin public-jardin botanique du Rocher de Monaco, face à la mer Méditerranée sur la Riviera méditerranéenne de la Côte d'Azur.

## Historique
Ces plus anciens jardins publics de la principauté sont fondés à partir des années 1800 par le prince Honoré V de Monaco, suspendus entre ciel et mer, sur les sommets de la paroi sud-ouest du rocher de Monaco-Ville, en contrebas de l'avenue Saint-Martin, entre les cathédrale Notre-Dame-Immaculée de Monaco et musée océanographique de Monaco, avec vue panoramique à près de 60 m de hauteur sur Fontvieille et sur la mer Méditerranée. 

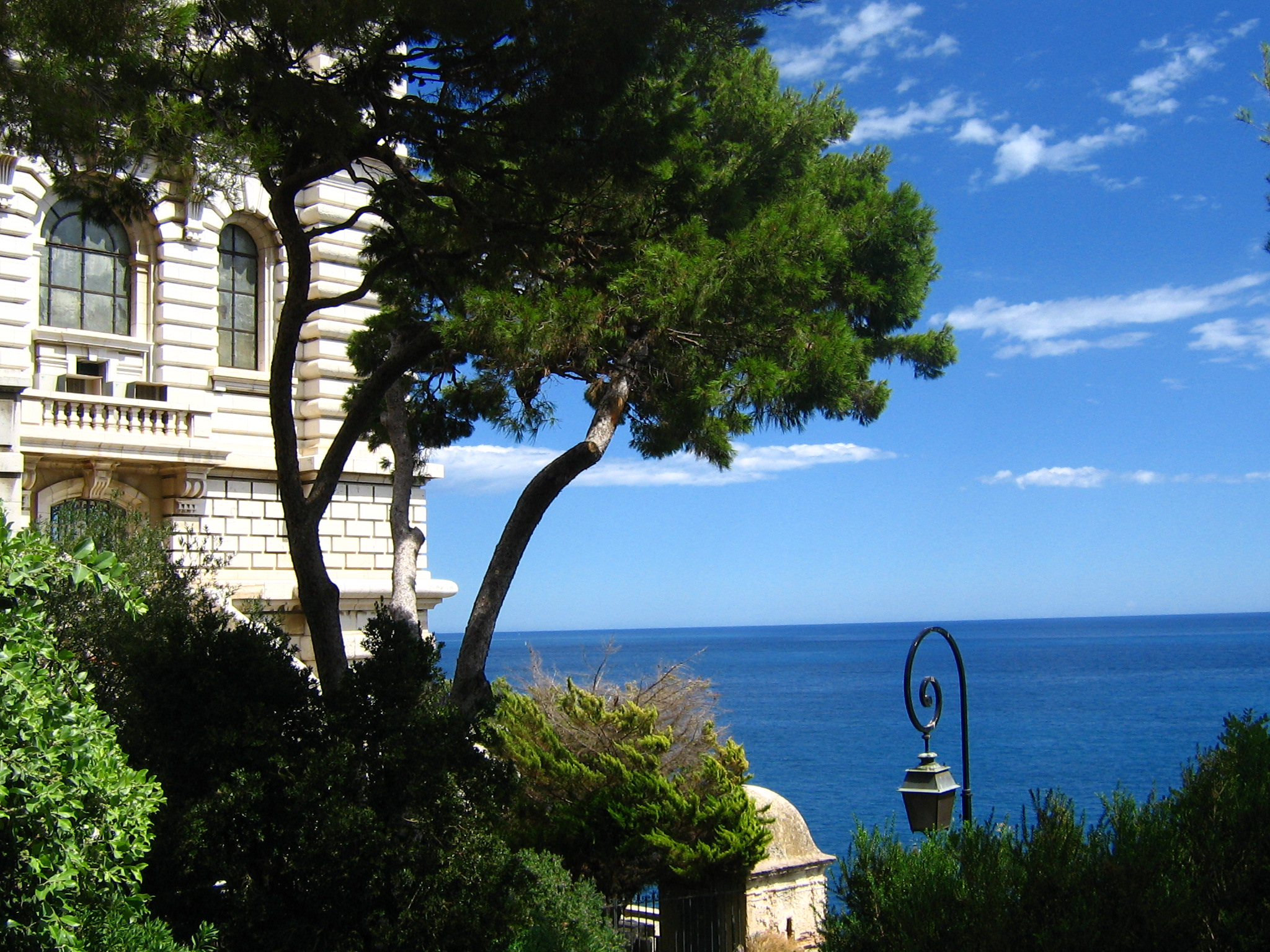
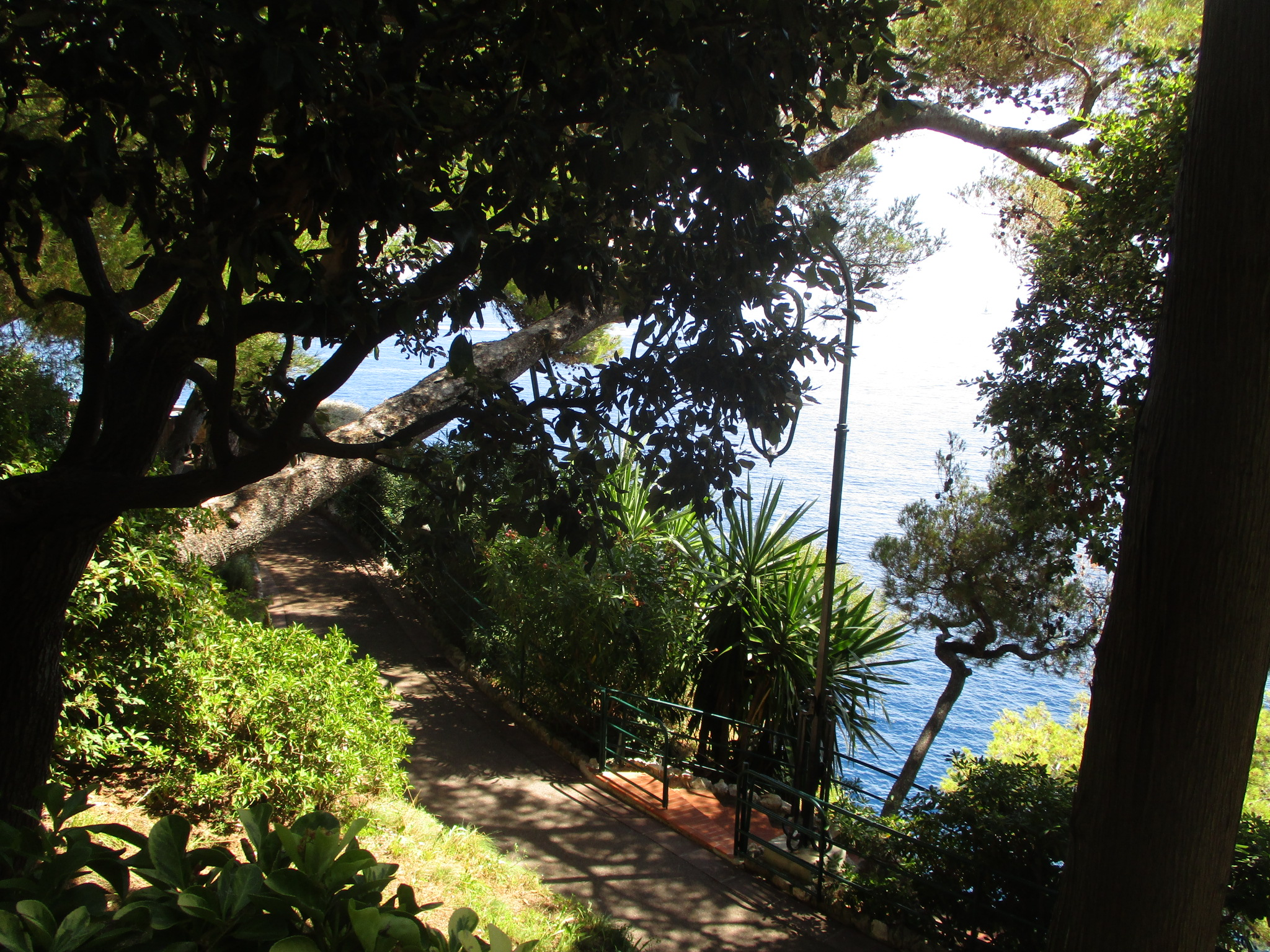
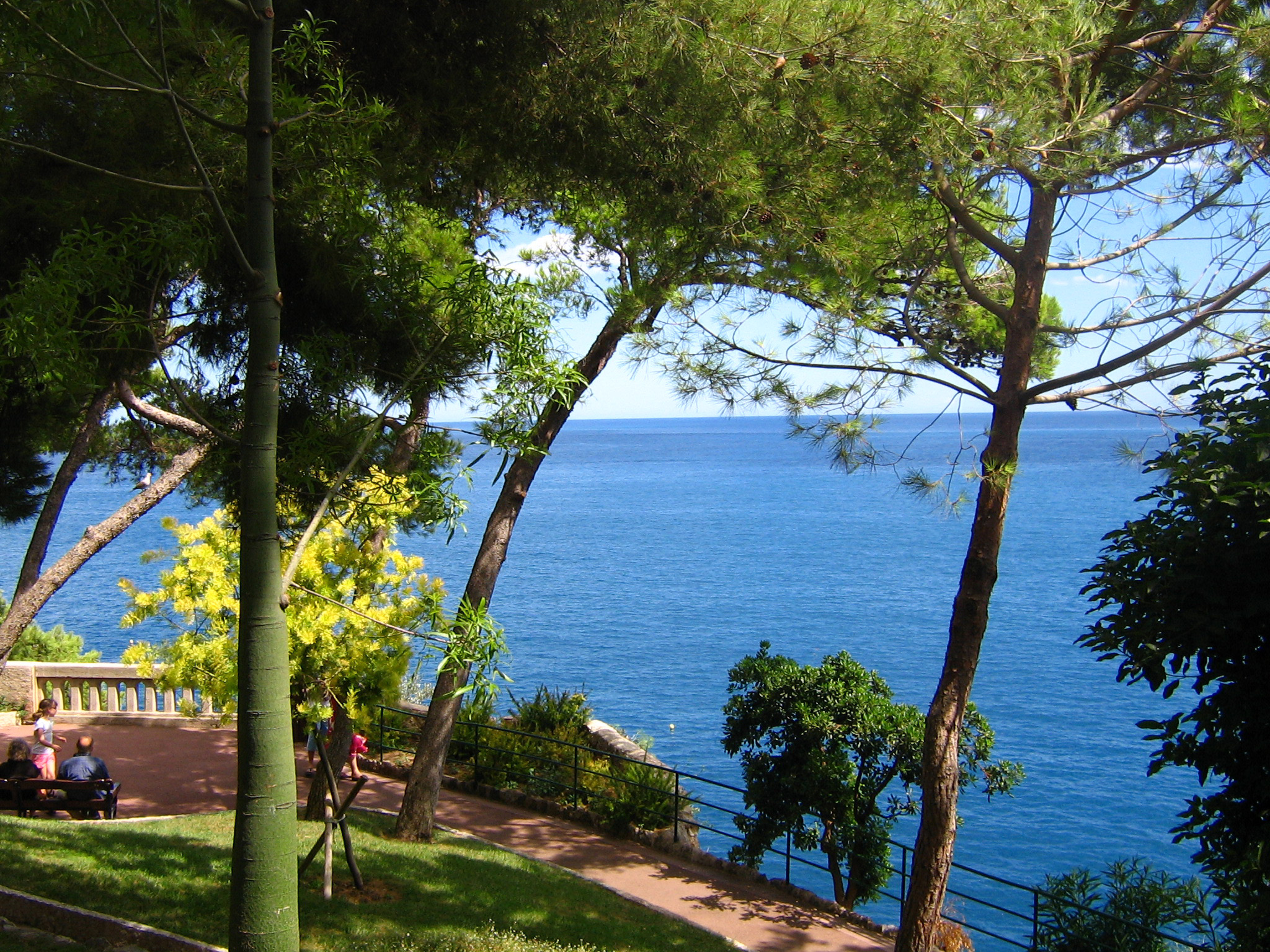

Les chemins sinueux de ce parc arboré épousent le flanc de la falaise escarpée, suspendus au-dessus de la mer, dans un décor luxuriant de pinède, de flore méditerranéenne et exotique acclimatée, de massifs fleuris, et de bassins, planté entre autres de pins, oliviers, figuiers, chênes verts, laurier-rose, myrte, pistachier, pin d’Alep, caroubiers, cyprès de Lambert, cactées, agaves, succulentes, papyrus, nénuphars, et de fougères, etc.

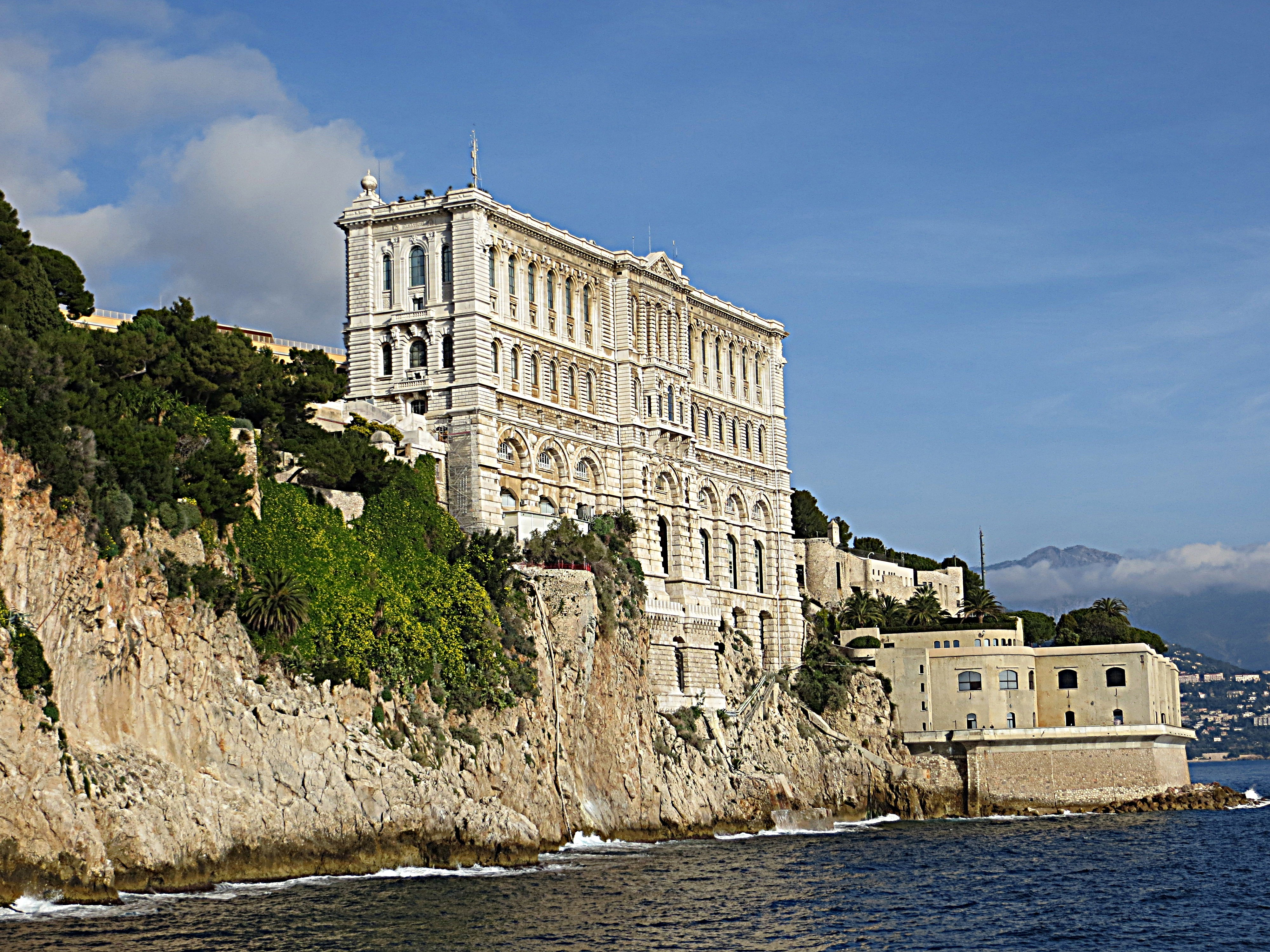
Musée océanographique de Monaco.
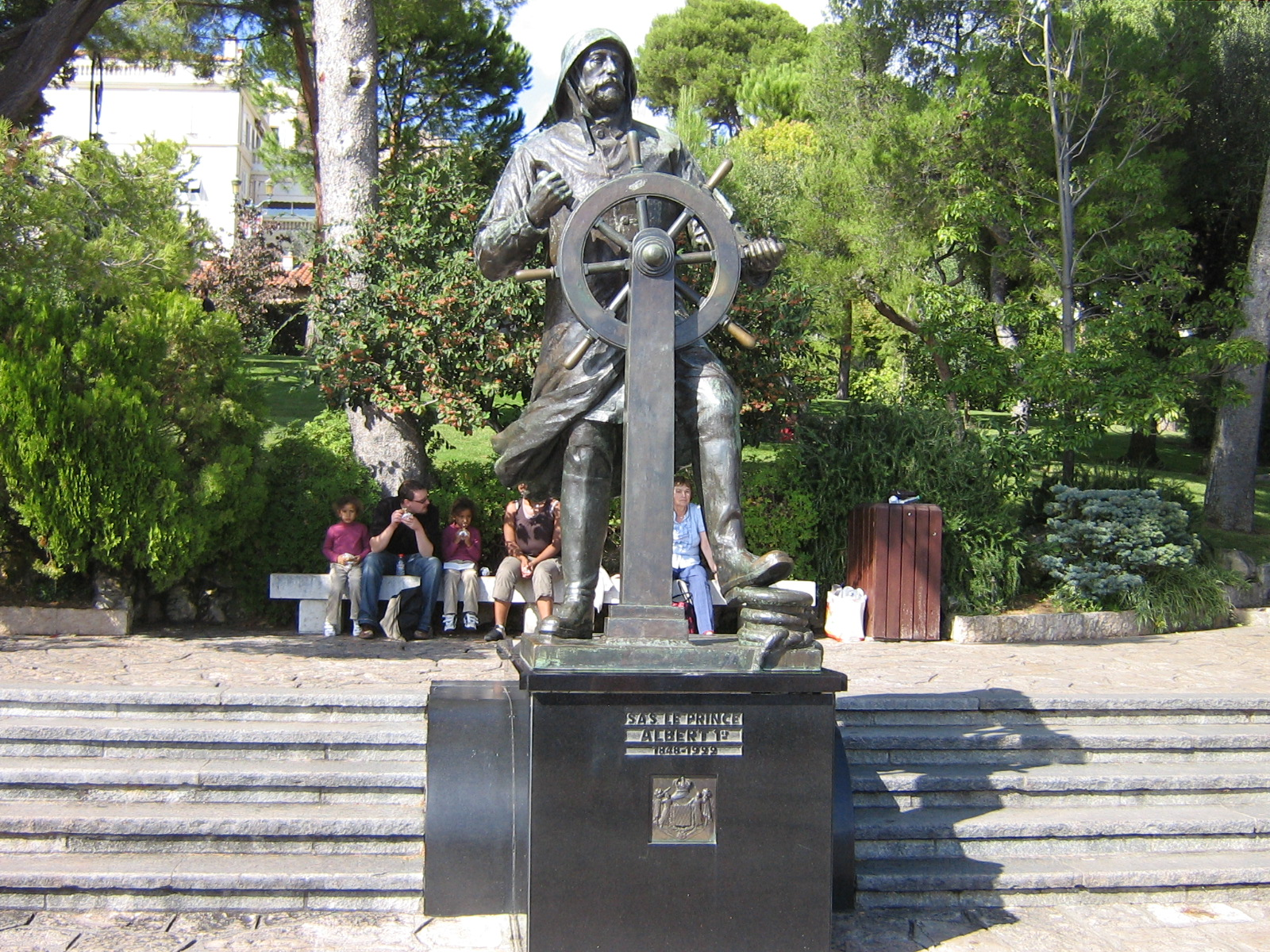
Statue du prince Albert Ier de Monaco.
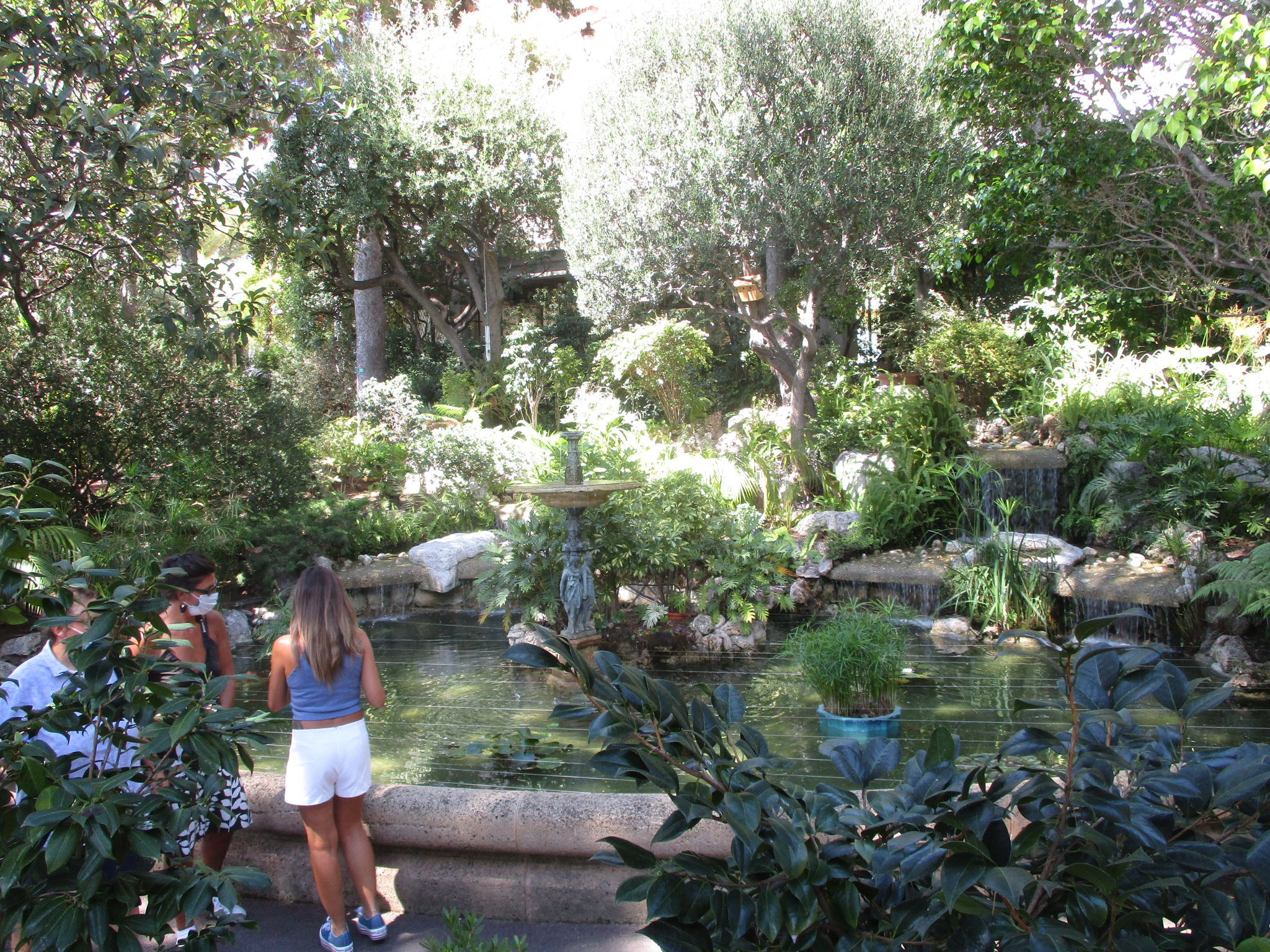
Bassins.

De nombreuses sculptures d'art en bronze allient « art et botanique » avec, en particulier, une statue en bronze de 1951 du prince Albert Ier de Monaco, représenté en prince navigateur par le sculpteur François Cogné, à la barre d'un promontoire-proue qui semble faire naviguer son rocher de Monaco à travers la Méditerranée. Également, placé en 1990 à la demande du prince Rainier III de Monaco, le bronze de Cyril de La Patellière : Maryse au miroir ou le Temps inaltérable, qui est en réalité le portrait de Maryse Saretta, dont le père était au côté de la princesse Charlotte de Monaco pour le soin des orphelins de guerre logés au palais de Monaco pendant la Seconde Guerre mondiale.

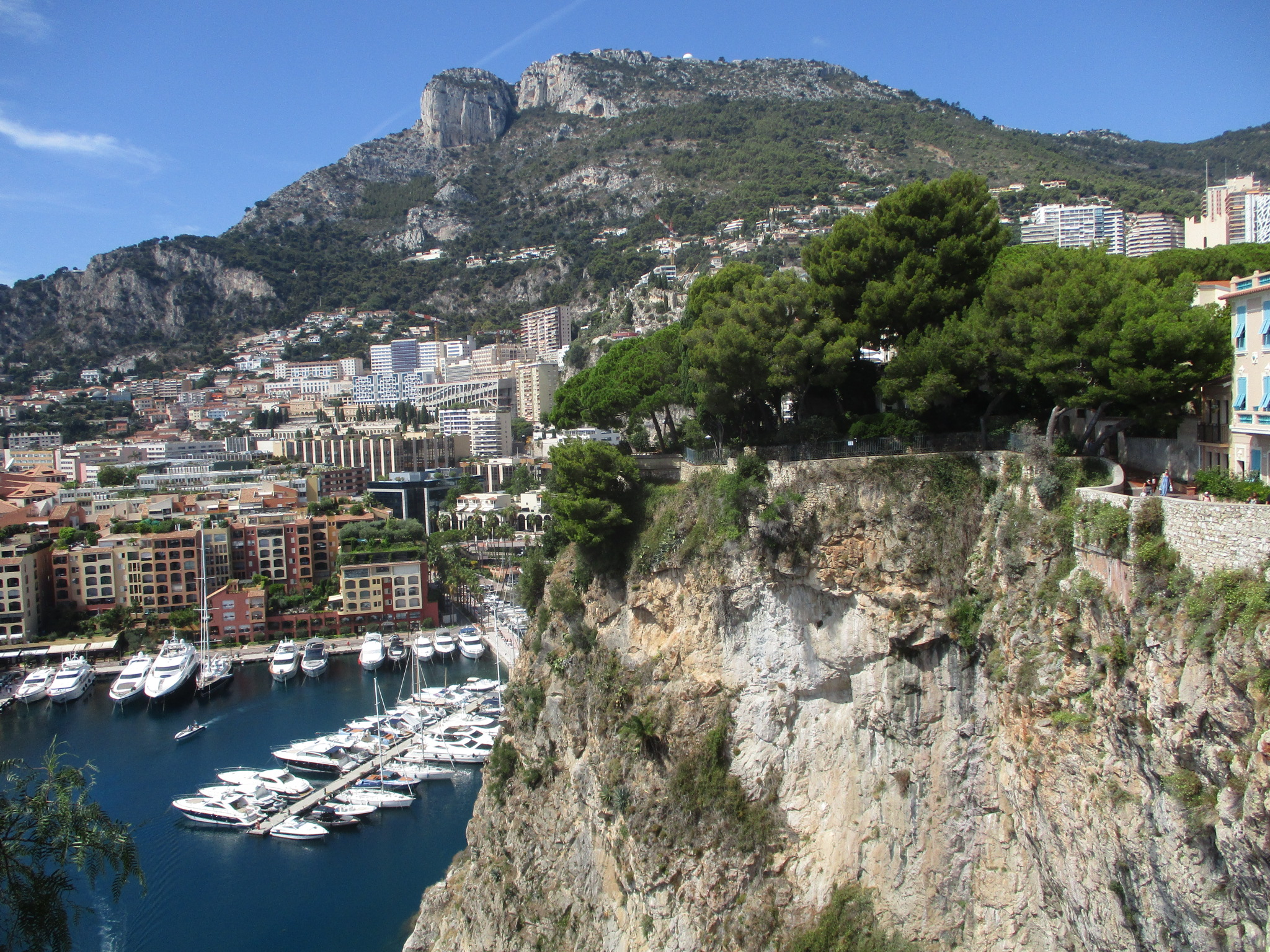
Vue sur Fontvieille.
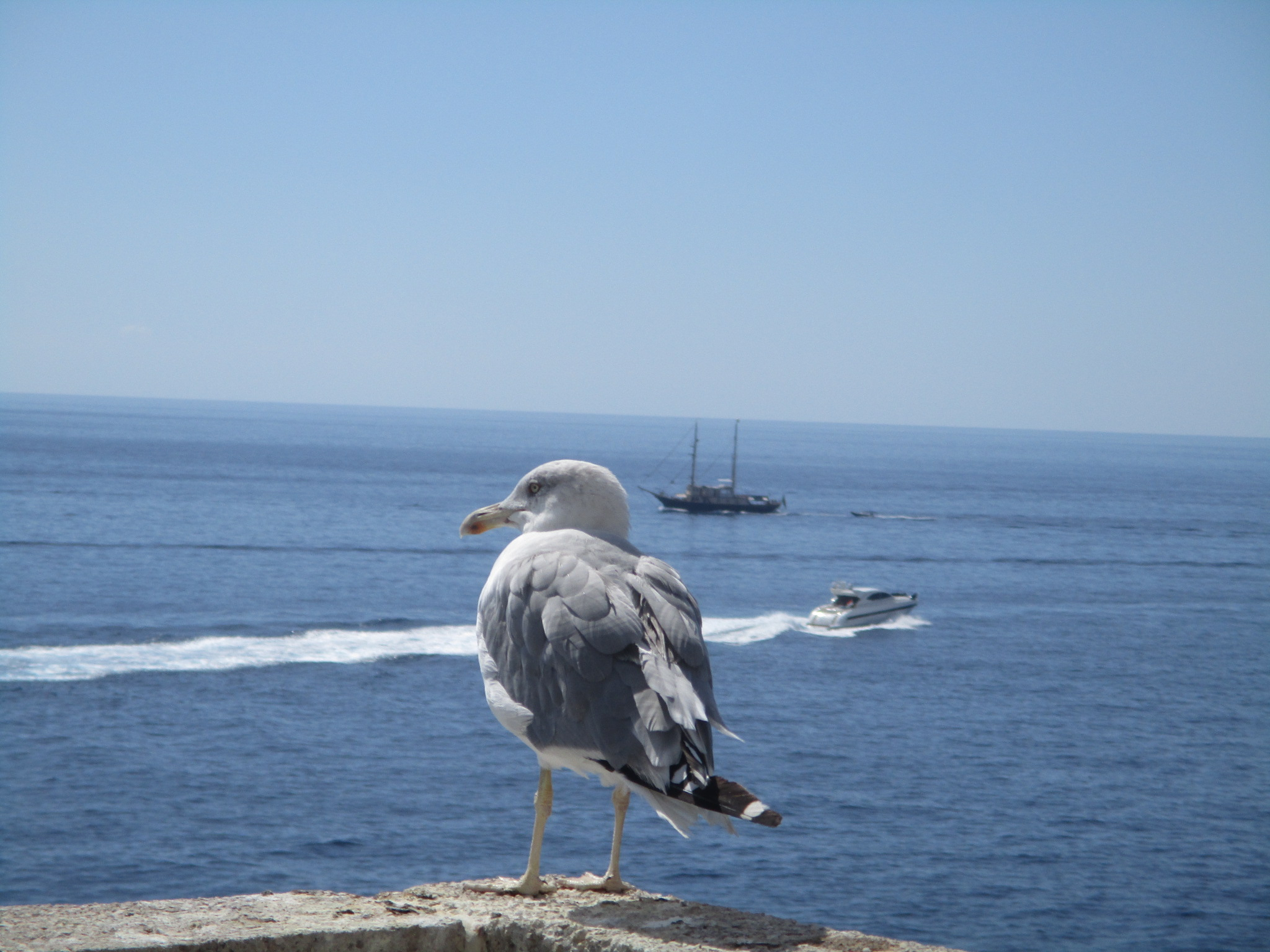
Goéland et Méditerranée.
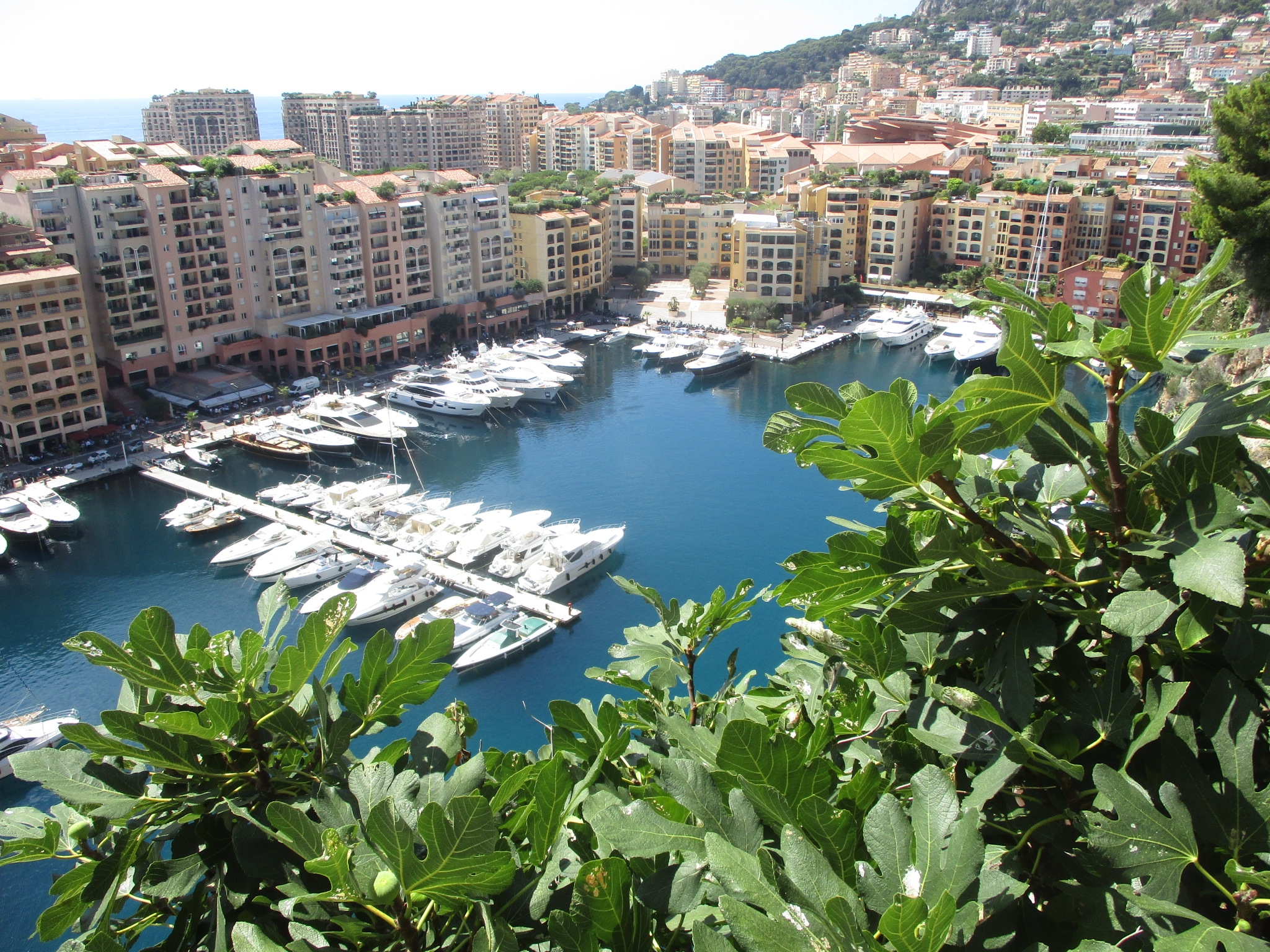
Fontvieille.

## Archéologie
Des découvertes archéologiques préhistoriques de la grotte des jardins Saint-Martin sont datées de l'Holocène.